# Chris Jordan (Cricketspieler)
Christopher James Jordan (* 4. Oktober 1988 in Christ Church, Barbados) ist ein barbadisch-stämmiger Cricketspieler, der seit 2013 für die englische Nationalmannschaft spielt.

## Kindheit und Ausbildung
Jordan wuchs in Barbados auf, wurde dort als Cricket-Spieler entdeckt und erhielt ein Sportstipendium am Dulwich College in England. Dort blieb er und gab mit 18 Jahren im August 2007 sein Debüt für Sussex.

## Aktive Karriere

### Anfänge in der Nationalmannschaft
Nachdem er zunächst erfolgreich im County Cricket agierte verpasste er die Saison 2010 auf Grund einer Rückenverletzung. Die Saison 2011 verlief nicht so erfolgreich wie gewünscht und so spielte er im Winter für Barbados um in Form zu kommen. Dort war er erfolgreich, doch wieder zurück in Surrey konnte er nicht überzeugen und wurde nach dem Ende der Saison entlassen. Eine weitere Saison in Barbados öffnete ihm die Tür für einen Wechsel nach Sussex. Dort konnte er überzeugen und so wurden die Selektoren des englischen Teams aufmerksam, für das er auf Grund einer englisch-stämmigen Großmutter spielberechtigt war. Sein Debüt für die Nationalmannschaft absolvierte er im September 2013 im letzten ODI der Ashes Tour 2013 gegen Australien, bei dem er 3 Wickets für 51 Runs erreichte. Sein erstes internationales Twenty20 spielte er zu Beginn des Jahres 2014 bei der Tour in Australien. Nachdem er beim dritten Twenty20 auf der folgenden Tour in den West Indies 3 Wickets für 39 Runs erreichte und als Spieler des Spiels ausgezeichnet wurde, wurde er für den ICC World Twenty20 2014 nominiert. Dort absolvierte er vier Spiele und konnte vier Wickets erreichen. Bei der Tour gegen Sri Lanka zu Beginn des Sommers 2014 konnte er in der ODI-Serie im ersten Spiel 3 Wickets für 25 Runs und im dritten Spiel sein erstes Five-for mit 5 Wickets für 29 Runs erzielen und wurde für beides als Spieler des Spiels ausgezeichnet. Auch absolvierte er bei der Tour seinen ersten Test und konnte dabei in seinem ersten Innings 3 Wickets für 102 Runs erreichen. Bei der Tour gegen Indien konnte er im fünften Test im ersten Innings 3 Wickets für 32 Runs und im zweiten Innings 4 Wickets für 18 Runs erreichen.
Im Frühjahr 2015 spielte er beim Cricket World Cup 2015 bei den zwei letzten Spielen der englischen Mannschaft und wurde dabei im verkürzten Spiel gegen Afghanistan mit 2 Wickets für 13 Runs als Spieler des Spiels ausgezeichnet. Seinen bisher letzten Test bestritt er dann im Mai 2015 in den West Indies. Im Februar 2016 konnte er bei der Tour in Südafrika im ersten Twenty20 3 Wickets für 23 Runs erreichen. Darauf folgte der ICC World Twenty20 2016 in Indien, bei dem seine beste Leistung 4 Wickets für 28 Runs gegen Sri Lanka waren. Im Sommer 2016 bei der Tour gegen Sri Lanka konnte er 3 Wickets für 29 im Twenty20 erzielen und bestritt auch das für die folgenden vier Jahre das vorerst letzte ODI.

### Konzentration auf Twenty20-Cricket
In der Folge konzentrierte er sich auf internationale Twenty20-Spiele und wurde in zahlreichen Twenty20-Ligen weltweit, unter anderem er Indian Premier League und der Big Bash League zum festen Bestandteil. Im Januar 2017 konnte er in Indien 3 Wickets für 22 Runs erreichen. Im Sommer 2017 konnte er 3 Wickets für 31 Runs gegen Südafrika erreichen. Im Juni 2018 bei der Tour gegen Australien erreichte er im Twenty20 3 Wickets für 42 Runs. Während des Jahres 2019 konnte er in den West Indies 4 Wickets für 6 Runs und in Neuseeland 3 Wickets für 23 Runs erreichen. Den Cricket World Cup 2019 verpasste er, da ihm Jofra Archer vorgezogen wurde. Im Februar 2020 spielte er in Südafrika nach langer Zeit wieder einmal eine ODI-Serie, konnte dort jedoch nicht überzeugen. Er verblieb jedoch im Twenty20-Team und war so Teil des Team beim ICC Men’s T20 World Cup 2021. Dort konnte er als beste Leistung gegen Australien 3 Wickets für 17 Runs erreichen und wurde als Spieler des Spiels ausgezeichnet.
Im Juli 2022 erzielte er in der Twenty20-Serie gegen Indien 4 Wickets für 27 Runs. Später in der Saison verletzte er sich am Finger und musste einige Wochen pausieren. Er wurde für den ICC Men’s T20 World Cup 2022 nominiert, wo er als beste Leistung drei Wickets (3/43) beim Halbfinalsieg gegen Indien erzielte. Beim Finalsieg gegen pakistan steuerte er zwei Wickets (2/27) bei. Er fand auch seinen Weg in den Kader für den ICC Men’s T20 World Cup 2024, wobei er sich gegen Chris Woakes durchsetzte. Beim Turnier erzielte er dann im entscheidenden Super-8-Runden-Spiel gegen die Vereinigten Staaten ein Hattrick und insgesamt vier Wickets (4/10) erzielen und so das Team in Halbfinale führen. Dort erzielte er gegen Indien drei Wickets (3/37), doch unterlag England in dem Spiel deutlich. nach dem Turnier unterschrieb er einen Vertrag mit den Hobart Hurricanes in der Big Bash League.